# 도쿄도도 제201호선

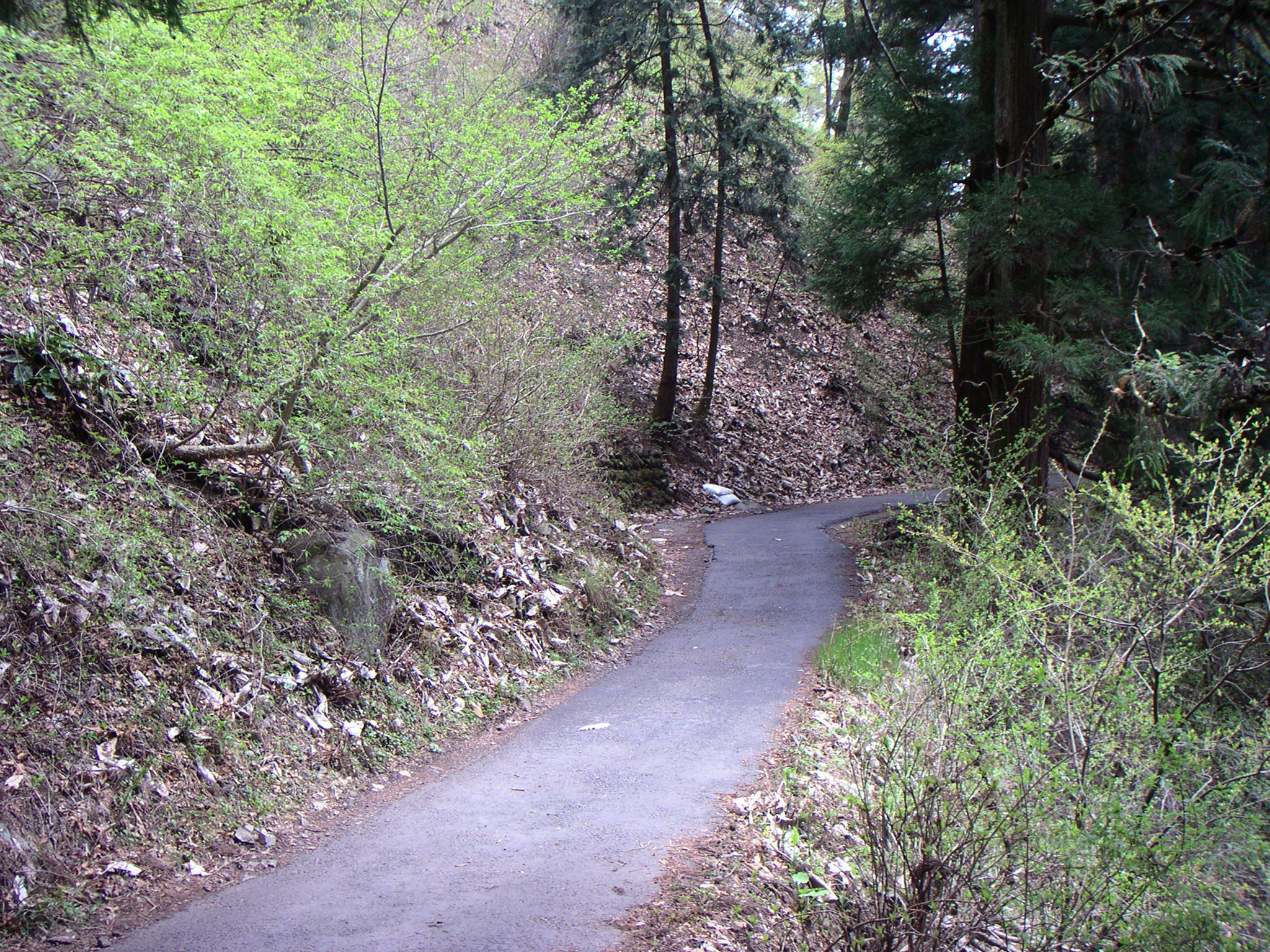
미타케혼 일대를 중심으로 일반 자동차들의 통행이 금지되는 구간 (다만, 오토바이나 자전거 등은 이용 가능)

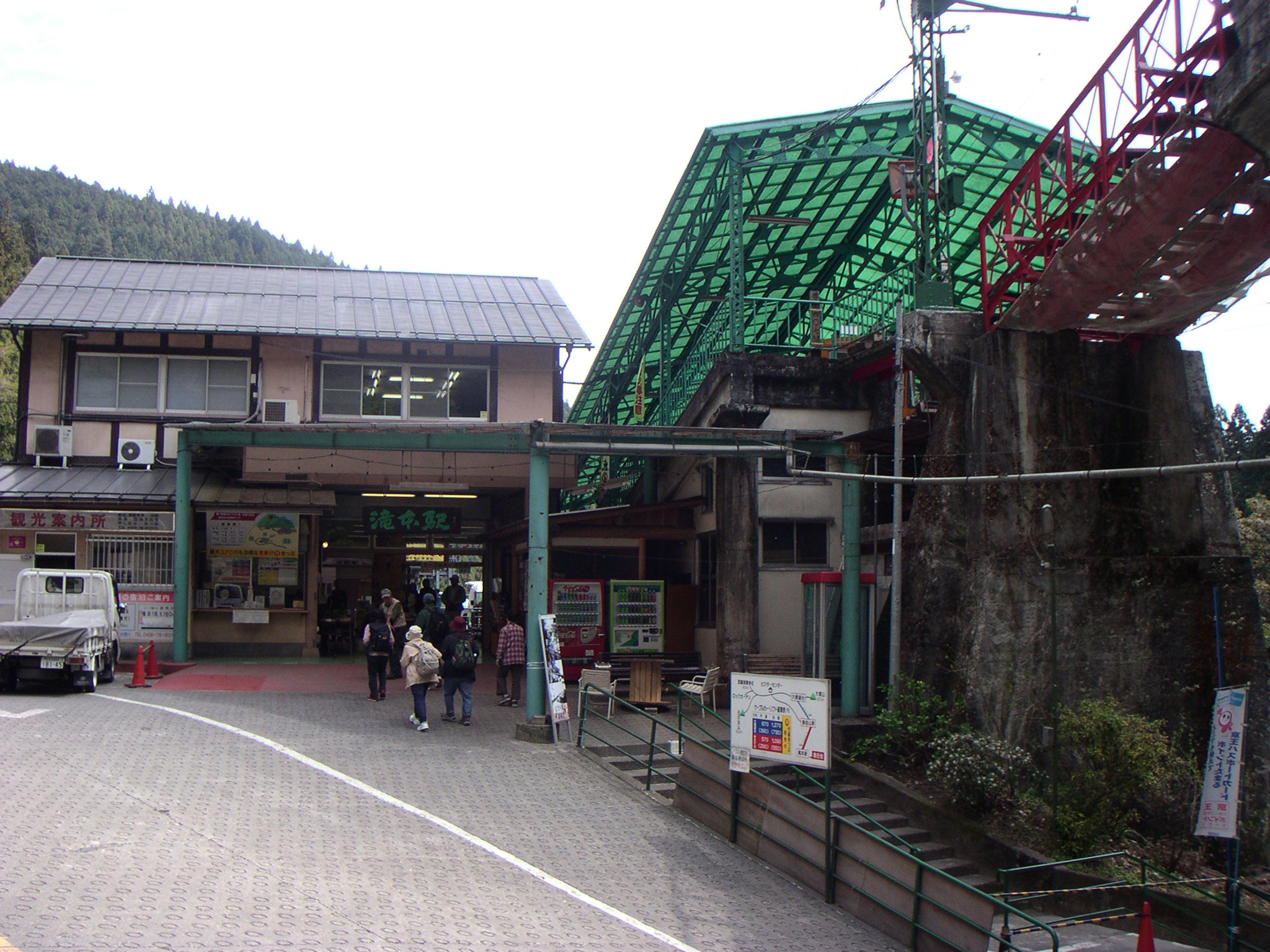
미타케 등산철도의 다키모토역 (해당 도로에서)

도쿄도도 제201호선(일본어: 東京都道201号十里木御嶽停車場線, 도쿄도도 제201호 쥬리기마타케 정차장 선)은 도쿄도 아키루노시 도쿠라에서 오메시 미타케혼초까지 이르는 총연장 15.539 km의 거리를 이루는 일반 현도 노선이다.

## 개요
- 기점 : 도쿄도 아키루노시 도쿠라 (도쿄도도 제33호선과의 교점/주기리 교차로)
- 종점 : 도쿄도 오메시 미타케혼초 (국도 제411호선(일본어판)과의 교점/미타케 역앞 교차로)
- 연장 : 15.539 km
- 면적 : 102,949 ㎡
- 도도 인정 조건 : 지방 개발을 위해 필요 조건을 충족시키는 도로

## 연결하는 주요 도로
- 국도 : 국도 제411호선 (일본)(일본어판) - 미타케 역앞 교차로 (종점)
- 도도 (都道) : 도쿄도도 제33호선 - 주기리 교차로 (기점)

## 연결하는 철도
- 오메선 : 미타케역
- 미타케 등산철도(일본어판) : 다키모토역

## 중복 구간
- 도쿄도도 제184호선[B]